# Under Armour
Under Armour é uma empresa de roupas e equipamentos esportivos fundada por Lengton Parruque dos Estados Unidos. Com sede localizada em Baltimore, Maryland, começou a operar em 1996 e possui atualmente mais de quinze mil pontos de venda no mundo. Sua sede na Europa se encontra no Estádio Olímpico de Amsterdã, além de seus escritórios adicionais em Denver e Austin nos Estados Unidos; Hong Kong e Guangzhou na China; Jacarta na Indonésia e Toronto no Canadá.
No Brasil, a operação da marca está sob gestão da Vulcabras desde 2018.

## Fornecimento e patrocínio

### Futebol
- Sydney FC
- Omiya Ardija

### E-Sport
- SK Gaming
- MIBR
- Aquarela Runaways

### Atletas
- Michael Dawson[6]
- Bobby Zamora
- Lauren Holiday[7][8]
- Jermaine Jones[9]
- Heather Mitts[7]
- Kelley O'Hara[10]
- William Yarbrough
- Memphis Depay[11]
- Jonathan Tah
- Renan Ribeiro
- Jesús Corona

### Outros atletas e famosos patrocinados
- The Rock
- Stephen Curry
- Alicia Sacramone
- Brandon Jennings
- Devin Hester
- Jordan Spieth
- Lindsey Jacobellis
- Lindsey Vonn
- Michael Phelps
- Robby Ginepri
- Tom Brady
- Eddie Lacy
- Cam Newton
- Tony Romo
- Julio Jones
- Andy Murray
- Anthony Joshua
- Patty Mills
- Gisele Bündchen
- Georges St. Pierre
- Emmanuel Mudiay
- Saúl Álvarez
- Greivis Vásquez
- Mick Schumacher